# Lielupe
A Lielupe (szó szerinti jelentése lettül: Nagy folyó; litvánul: Lielupė, németül: Kurländische Aa) folyó Lettország középső részén. Hivatalos hossza 119 km, ám elérné a 310 km-t, ha a Mēmele folyót a Lielupe részének tekintenék. Vízgyűjtő területének területe 17 600 km², átlagos esése körülbelül 0,1 m/km, átlagos vízhozama pedig 106 m³/s, ezzel a Daugava után az ország második legbővizűbb folyója, bár áradások idején elérte már az 1380 m³/s-os maximumot is.

## Földrajza

### Útvonala
A Mēmele és a Mūsa folyók összefolyásánál kezdődik Bauska városának közelében. Folyásának felső szakaszán a folyó egy dolomitvölgyben folyik, néhány kisebb zuhataggal, egészen Mežotne-ig, ahol kiszélesedik és szétterül Zemgale síkságán. Sok éven át a Lielupe gyakran túltöltötte sekély partjait, és elöntötte a környező mezőket és falvakat, különösen a tavaszi olvadás idején. Ma a Lielupe partjainak nagy részét földgátakkal védik a katasztrofális árvizek megelőzése érdekében. Alsó folyásánál a folyó a Rigai-öböl partvonalával párhuzamosan folyik; Jūrmala városa közel 30 km hosszan húzódik a folyó és a tenger között. A folyó nagyobbik része végül a Balti-tengerbe torkollik, míg a Buļļļupe-ág (németül: Kurische Aa) a Daugava folyóba ömlik. A folyó mai torkolata 1755-ben alakult ki,ezt megelőzően a Buļļļupe volt a Lielupe főmedre. 
A folyó vízhozamának mintegy 50-55%-a olvadt hóból származik. A Lielupe 100 km-es szakaszon hajózható, ami a leghosszabb összefüggő szakasz a lett folyók között. A folyó menti jelentősebb települések közé tartozik Bauska, Mežotne, Jelgava, Kalnciems, Jūrmala és Riga.
A Lielupe a névadója egy vasútállomásnak és Jūrmala város egyik városrészének is. 

### Mellékfolyók
Az alábbi folyók a Lielupe folyó mellékfolyói (a forrástól a torkolat felé haladva):
- Bal oldali mellékfolyók: Mūša (Mūsa), Īslīce, Svitene, Sesava, Vircava, Platone, Svēte (Švėtė).

- Jobb oldali mellékfolyók: Nemunėlis (Mēmele), Garoze, Iecava.

### Jellemzői
A Lielupe neve a lett liels („nagy”) szóból származik; így a Lielupe szóalak jelentése „nagy folyó.” A Lielupe folyó Lettország második legnagyobb folyója. Éves vízhozama a Rigai-öbölbe 3,37 km³. Jelgava város után a folyó egy tipikus torkolatot kezd kialakítani, folyópartokkal, kis szigetekkel és félszigetekkel, illetve mocsarakkal. Innen a torkolatig a folyó lejtése kilométerenként  mindössze 5-10 cm, és alkalmanként a Rigai-öböl magas vízállása gátló hatást gyakorol a folyó folyására. A folyómeder a torkolattól felfelé 100 km hosszan jóval alacsonyabb, mint a Balti-tenger átlagos szintje. Ennek következtében a folyó ősszel és télen ellentétes irányba folyik. A nyári és téli alacsony vízhozamú időszakokban a vízminőségi feltételek kritikussá válnak a csökkenő oxigéntartalom és a növekvő oxigénigény miatt.

## Fordítás
- Ez a szócikk részben vagy egészben  a   Lielupe című angol Wikipédia-szócikk ezen változatának fordításán alapul.  Az eredeti cikk szerkesztőit annak laptörténete sorolja fel. Ez a jelzés csupán a megfogalmazás eredetét és a szerzői jogokat jelzi, nem szolgál a cikkben szereplő információk forrásmegjelöléseként.